# Edmond de Grenus
Baron Albert-Maurice-Edmond de Grenus auch Edmund de Grenus auch Edmund Albert Maurice Grenus (* 10. Juli 1839 in Bern; † 25. Februar 1909, anderes Datum 25. März 1909 ebenda) war ein Schweizer Offizier und Bankier.

## Leben

### Familie
Edmond de Grenus entstammte der Genfer Militär- und Magistratenfamilie de Grenus, die ursprünglich aus Armentières stammte und aus religiösen Gründen im 16. Jahrhundert nach Genf floh; seine Vorfahren wurden von Karl V. in den Adelsstand erhoben. Leopold I., König von Belgien, gewährte Paul-Louis-César de Grenus am 20. Mai 1857 das Recht, für sich und seine Nachkommen den erblichen Titel eines Barons des Kaiserreichs zu erheben.
Er war der Sohn des belgischen Generalkonsuls in Bern Paul-Louis-César de Grenus (* 22. Juni 1800; † 1870) und dessen Ehefrau Elisabeth Henriette (* 24. Januar 1816 in Bern; † 23. September 1891 ebenda), Tochter von Friedrich Rudolf von Stürler (1785–1868), Urenkelin des Peter David Stürler, Oberamtmann in Wimmis, Appellationsrichter, Amtsstatthalter in Bern, Regierungsstatthalter in Hasli bei Bern.
Er war seit dem 31. März 1864 mit Augusta-Albertine-Louise (* 29. September 1845 in Bern; † 19. Juni 1894 ebenda), die Tochter von Viktor von Tschann und von Sternenburg (1802–1869) und dessen Ehefrau Melanie (1808–1886), verheiratet. Gemeinsam hatten sie einen Sohn:
- Victor-Adalbert-Edmond de Grenus (* 11. Dezember 1864 in Bern; † 22. Februar 1922)[5], Fürsprecher und Bankier, verheiratet mit Adine-Rose-Emilie (* 3. November 1866 in Yverdon), die Tochter des Ingenieurs Gustave-Albert Bridel und dessen Ehefrau Marie-Louise (geb. Carrel)[6].

Edmond de Grenus verstarb am 25. Februar 1909.
Er war der Neffe von Franz Theodor Ludwig von Grenus († 4. Januar 1851) der verfügt hatte, dass Edmond de Grenus 200.000 Schweizer Franken erben sollte.

### Werdegang
Nach einer kaufmännischen Ausbildung trat Edmond de Grenus am 8. April 1857 als Unterleutnant in das Jägerbataillon 13, das von Johann Lucas von Mechel (1807–1873) kommandiert wurde, in den Dienst des Königs von Neapel. Er wurde am 25. August 1859, nach dem Aufstand (siehe auch Italienische Unabhängigkeitskriege#Zweiter Unabhängigkeitskrieg) und der Auflösung der in Neapel stationierten Regimenter, aus dem Dienst entlassen und stand darauf König Franz II. zur Verfügung, dem er verschiedene Dienste erwies und hierfür, nach dem Fall von Gaeta, mit dem Orden des heiligen Ferdinand und des Verdienstes ausgezeichnet wurde.
1863 trat er als Unterleutnant der Infanterie in das Berner Kontingent der Schweizer Armee ein und wurde am 13. April 1869 zum Hauptmann ernannt; darauf folgte die Beförderung zum Major der Verwaltungstruppen im schweizerischen Generalstab während des Deutsch-Französischen Kriegs.
Am 9. März 1876 wurde er zum Oberstleutnant befördert und übernahm die Funktion des Kriegskommissars der III. Division und der VIII. Division.
In der Zeit von 1867 bis 1870 leitete er die Revisionsabteilung für den Bereich der Grenzsicherung im Oberkriegskommissariat und war darauf von 1871 bis 1880 Adjunkt des Sekretärs des Eidgenössischen Finanzdepartement; in dieser Zeit wurde er 1877 Chef des Kontrollbüros. 
Am 1. April 1881 übernahm er als Nachfolger von Oberst August Rudolf (1834–1902) die höchste Position des obersten Kriegskommissars im Rang eines Oberst; dieses Amt legte er zum 31. März 1895 nieder, diente aber weiterhin als Kriegskommissar der Schweizer Armee, nachdem er 1898 vom Bundesrat ernannt worden war.
Von 1875 bis 1881 war er Reorganisator der Stadtberner Feuerwehr.
1896 wurde er Bankier bei Tschann, Zeerleder und Co., der Bank seines Sohnes.

## Mitgliedschaften
Edmond de Grenus war Mitglied der Winkelried-Stiftung, die Angehörige der Armee unterstützte, die infolge einer Dienstleistung oder einer im Dienst verursachten Gesundheitsschädigung in eine finanzielle Notlage geraten waren.